# Trust Bank Building
Trust Bank Building é um arranha-céu, actualmente é o 226º arranha-céu mais alto do mundo, com 140 metros (460 ft). Edificado na cidade de Joanesburgo, África do Sul, foi concluído em 1970 com 31 andares.

## Ligacões externas
- Lista de arranha-céus
- Página oficial do Trust Bank Building no Emporis
- Página oficial do Trust Bank Building no SkyscraperPage